# Dolac (Šibenik)
Dolac je dio grada Šibenika. U srednjemu je vijeku bio predgrađe grada Šibenika.
Stanovnici su bili težaci i ribari. Od starih su vremena stanovnici Dolca govorili čakavskim narječjem hrvatskoga jezika. Njihovo su narječje odlikovali cakavizmi kojim su govorili sve do šezdesetih godina 20. stoljeća: govorili su c i s umjesto č i š, ponekad i z umjesto ž. U današnje se vrijeme to skoro sasvim izgubilo.
Poznati stanovnici Dolca su hrvatski pjesnici Vinko Nikolić, Nikola Tintić i fra Gašpar Bujas te kipar Aleksandar Guberina.
Poznata kulturna znamenitost ovog dijela Šibenika jest crkva sv. Križa, poznata po legendi o raspelu koje je doplutalo u Dolac morem, a poslije prokrvarilo, što se od 1483. svakoga 27. ožujka obilježava kao God križa.